# عبد الكريم الماجري
عبد الكريم الماجري ولد ببرج الطويل بأحواز تونس العاصمة في 21 مارس 1950، مؤرخ وأستاذ جامعي تونسي.

## نشأته
درس التعليم الابتدائي بمسقط رأسه، والثانوي بمعهد حلق الوادي ثم بمعهد ابن شرف بالعاصمة، حيث أحرز على شهادة الباكالوريا ثم التحق لدراسة التاريخ بكلية الآداب والعلوم الإنسانية بتونس ليحرز على الإجازة، ثم على شهادة الكفاءة في البحث. وفي عام 1987 أحرز على دكتوراه المرحلة الثالثة عام من نفس الكلية وكانت موضوعها : الاشتراكيون الفرنسيون واحتلال المغرب الأقصى (1903-1912)، ثم ناقش بنفس الكلية عام 2007 أطروحة دكتوراه دولة حول الجاليات المغاربية بتونس (1930-1939).

## في المهنة
درّس عبد الكريم الماجري في البداية مادتي التاريخ والجغرافيا بالمعاهد الثانوية ثم التحق للتدريس بـدار المعلمين العليا بسوسة ثم بكلية الآداب والعلوم الإنسانية بسوسة وحاليا بكلية الآداب والفنون والإنسانيات بمنوبة حيث أمن دروسا في التاريخ المعاصر الغربي والشرقي والعلاقات الدولية والديمغرافيا التاريخية ، وهو يشغل حاليا درجة أستاذ محاضر.

## منشورات
صدر لعبد الكريم الماجري عدة بحوث في كتب جماعية أو في مجلات تونسية وأجنبية، أما في باب الكتب، فقد صدر له:
- Les socialistes français et la question marocaine 1903-1912, L'Harmattan, Paris, 2004, 276p. (الاشتراكيون الفرنسيون والمسألة المغربية).[2]
- هجرة الجزائريين والطرابلسية والمغاربة الجواونة إلى تونس (1831-1937)، تونس 2010، 661 صفحة.[3]